# Vimentine

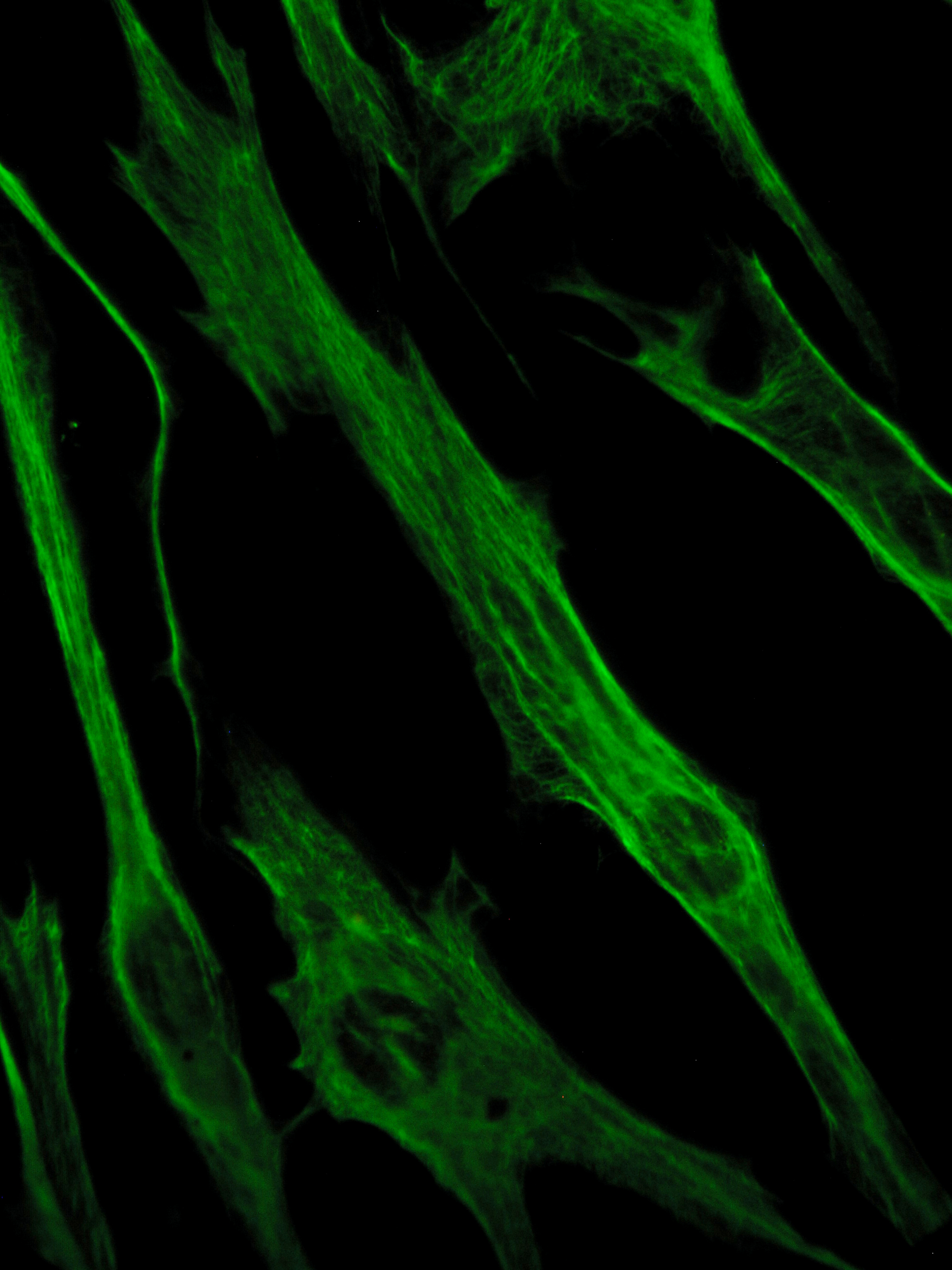
Fluorescentiekleuring van vimentine in fibroblasten.

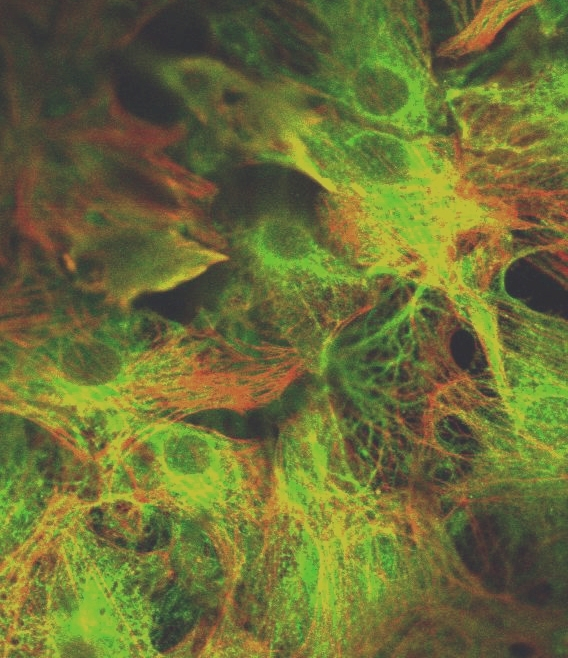
Immunofluorescentiekleuring van vimentine (groen) en alfa-actine (rood) in myofibroblasten van ratten.

Vimentine is een structureel eiwit dat bij mensen wordt gecodeerd door het VIM-gen. De naam komt van het Latijnse vimentum, wat verwijst naar een reeks flexibele staafjes.
Vimentine is een type III intermediair filament (IF)-eiwit dat tot expressie komt in mesenchymcellen. IF-eiwitten worden aangetroffen in alle dierlijke cellen, evenals in bacteriën. Intermediaire filamenten vormen samen met tubuline-gebaseerde microtubuli en actine-gebaseerde microfilamenten het cytoskelet. Alle IF-eiwitten worden tot expressie gebracht op een sterk ontwikkelingsgereguleerde manier; vimentine is de belangrijkste cytoskeletcomponent van mesenchymcellen. Daarom wordt vimentine vaak gebruikt als marker voor mesenchymaal afgeleide cellen of cellen die een epitheliale-mesenchymale overgang (EMT) ondergaan, zowel tijdens de normale ontwikkeling als tijdens metastatische progressie.

## Structuur

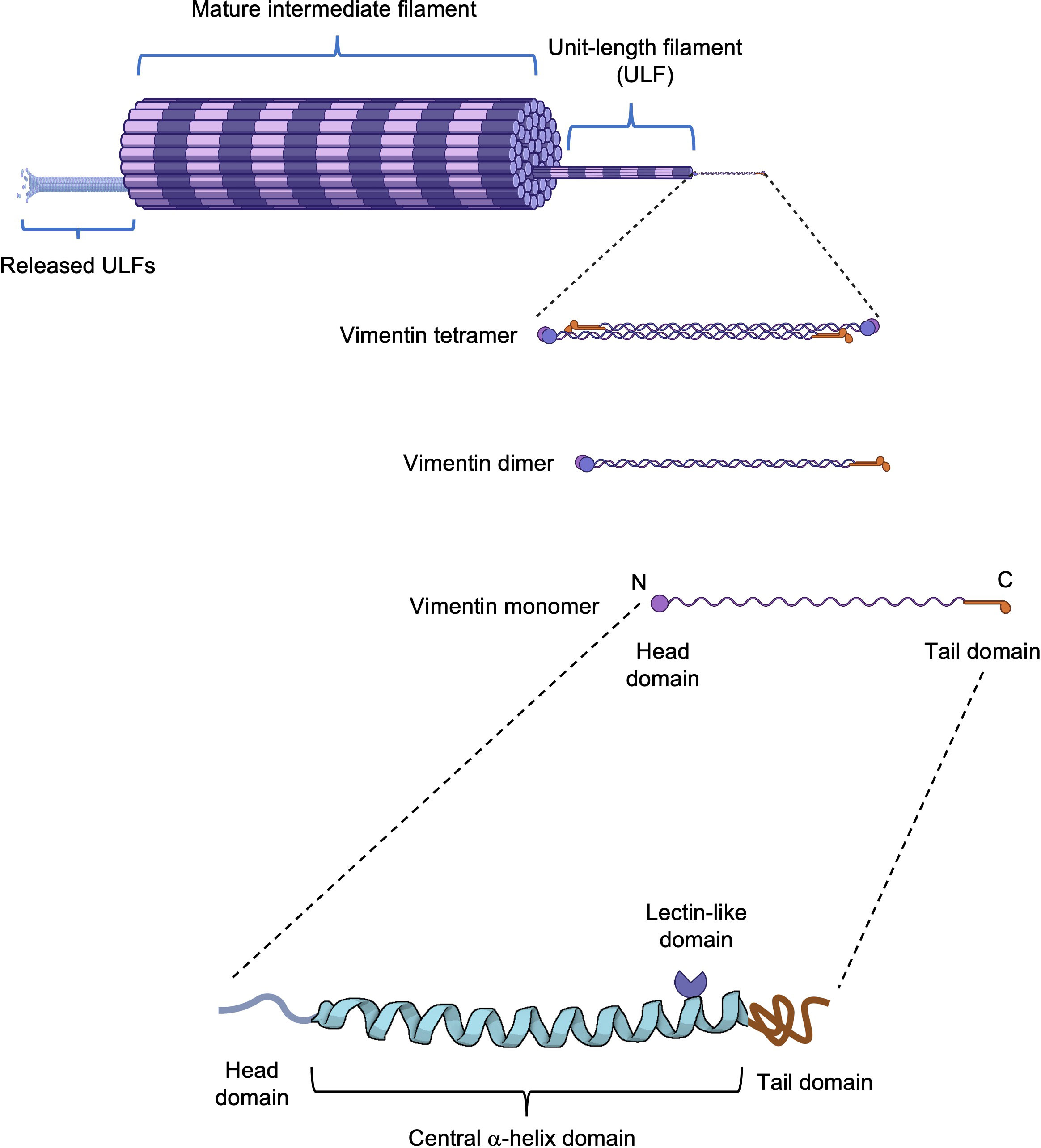
Structuur van een vimentinefilament

De opbouw van het vezelige vimentinefilament dat het cytoskelet vormt, verloopt geleidelijk. Het vimentinemonomeer heeft een centraal α-helixdomein, aan beide uiteinden afgesloten door niet-helixaminodomeinen (kop) en carboxyldomeinen (staart). Twee monomeren worden waarschijnlijk cotranslationeel tot expressie gebracht op een manier die hun interactie vergemakkelijkt en een coiled-coil dimeer vormt, de basiseenheid van de vimentine-opbouw. Een paar coiled-coil dimeren verbindt zich op antiparallelle wijze tot een tetrameer. Acht tetrameren voegen zich samen tot wat bekend staat als het unit-length filament (ULF). ULF's hechten zich vervolgens aan elkaar en verlengen zich, gevolgd door verdichting om de vezelige eiwitten te vormen.
De α-helixsequenties bevatten een patroon van hydrofobe aminozuren die bijdragen aan de vorming van een "hydrofobe afdichting" op het oppervlak van de helix.  Bovendien is er een periodieke verdeling van zure en basische aminozuren die een belangrijke rol lijkt te spelen bij het stabiliseren van coiled-coil-dimeren.  De afstand tussen de geladen residuen is optimaal voor ionische zoutbruggen, wat de stabilisatie van de α-helixstructuur mogelijk maakt. Hoewel dit type stabilisatie intuïtief is voor interacties binnen de keten, in plaats van interacties tussen de ketens, hebben wetenschappers voorgesteld dat de overstap van zoutbruggen binnen de keten, gevormd door zure en basische residuen, naar de ionaire bindingen tussen de ketens wellicht bijdraagt aan de vorming van het filament.  Een zoutbrug is een combinatie van twee niet-covalente bindingen: waterstofbruggen en ionaire bindingen.

## Functie
Vimentine speelt een belangrijke rol bij het ondersteunen en verankeren van de positie van de organellen in het cytosol. Vimentine is lateraal of terminaal verbonden met de celkern, het endoplasmatisch reticulum en de mitochondriën.
De dynamische aard van vimentine is belangrijk om de cel flexibiliteit te bieden. Wetenschappers ontdekten dat vimentine cellen een veerkracht gaf die ontbrak in de microtubuli- of actinefilamentnetwerken, wanneer ze in vivo onder mechanische spanning stonden. Daarom wordt in het algemeen aangenomen dat vimentine de cytoskeletcomponent is die verantwoordelijk is voor het behoud van de celintegriteit. (Er werd vastgesteld dat cellen zonder vimentine extreem kwetsbaar zijn wanneer ze worden verstoord met een micropunctie).. Transgene muizen zonder vimentine leken normaal en vertoonden geen functionele verschillen. Het is mogelijk dat het microtubulinetwerk de afwezigheid van het intermediaire netwerk compenseerde. Deze resultaten ondersteunen een nauwe interactie tussen microtubuli en vimentine. Bovendien vond er een reorganisatie van vimentine plaats wanneer microtubuli-depolymerisatoren aanwezig waren, wat opnieuw duidt op een relatie tussen de twee systemen. Aan de andere kant genezen gewonde muizen die het vimentine-gen missen langzamer dan hun wildtype tegenhangers.
Vimentine is in essentie verantwoordelijk voor het behoud van de celvorm, de integriteit van het cytoplasma en de stabilisatie van cytoskeletinteracties. Vimentine blijkt toxische eiwitten te elimineren in JUNQ- en IPOD-insluitlichaampjes bij asymmetrische deling van zoogdiercellijnen. JUNQ en IPOD zijn typen cytosolische proteïne-insluitlichaampjes in eukaryoten.
Ook blijkt vimentine het transport van cholesterol, afkomstig van LDL (lagedichtheidlipoproteïne), van een lysosoom naar de veresteringsplaats te reguleren.. Door het transport van LDL-afgeleid cholesterol binnen de cel te blokkeren, bleken cellen een veel lager percentage van het lipoproteïne op te slaan dan normale cellen met vimentine. Deze afhankelijkheid lijkt het eerste proces te zijn van een biochemische functie in elke cel die afhankelijk is van een cellulair intermediair filamentnetwerk. Dit type afhankelijkheid heeft gevolgen voor de bijniercellen, die afhankelijk zijn van cholesterolesters afkomstig van LDL.
Vimentine speelt een rol bij de vorming van agressieve stoffen, waar het een kooi vormt rond een kern van geaggregeerd eiwit.
Naast de conventionele intracellulaire lokalisatie kan vimentine ook extracellulair worden aangetroffen. Vimentine kan tot expressie worden gebracht als een membraanreceptor en zou een rol kunnen spelen bij immuunreacties. Het kan ook in gefosforyleerde vorm worden afgegeven aan de extracellulaire ruimte door geactiveerde macrofagen; astrocyten staan er ook om bekend vimentine af te geven.

## Klinische betekenis
Het is gebruikt als een sarcoom-tumormarker om mesenchym te identificeren. De specificiteit ervan als biomarker is betwist door Jerad Gardner. Vimentine is aanwezig in spindelcel-plaveiselcelcarcinoom.
Methylering van het vimentine-gen is vastgesteld als een biomarker voor darmkanker en dit wordt gebruikt bij de ontwikkeling van fecale tests voor darmkanker. Statistisch significante niveaus van methylering van het vimentine-gen zijn ook waargenomen bij bepaalde aandoeningen van het bovenste deel van het maag-darmkanaal, zoals de Barrettoesofagus, slokdarmkanker en intestinale maagkanker. Hoge niveaus van DNA-methylering in de promotorregio zijn ook in verband gebracht met een aanzienlijk verminderde overleving bij hormoonpositieve borstkanker. Downregulatie van vimentine werd vastgesteld in de cystische variant van papillair schildkliercarcinoom met behulp van een proteomische benadering.[26] Zie ook antistoffen tegen cyclische, gecitrullineerde peptiden voor het gebruik ervan bij de diagnose van reumatoïde artritis.
Vimentine werd door Nader Rahimi en collega's ontdekt als een aanhechtingsfactor voor SARS-CoV-2.